# Stanisław Żwiruk
Stanisław Józef Żwiruk (ur. 22 lutego 1948 w Horodyszczu) – polski polityk i samorządowiec. W latach 1990–1998 prezydent Tarnobrzega.

## Życiorys
Syn Franciszka i Anieli. W 1966 ukończył Państwową Szkołę Ogólnokształcącą Stopnia Licealnego w Wisznicach. W 1971 został absolwentem Uniwersytetu Marii Curie-Skłodowskiej.
W latach 1971–1990 pracował jako starszy asystent laboratoryjny, a następnie główny specjalista w Ośrodku Badawczo-Rozwojowym Kopalni i Zakładów Przetwórczych Siarki „Siarkopol”. Od września 1980 działał w NSZZ „Solidarność”, początkowo znalazł się w zarządzie władz związku na terenie „Siarkopolu”, później był członkiem władz regionalnych oraz redaktorem pisma „Solidarność Tarnobrzeska”. W kwietniu 1981 został delegatem na I WZD Regionu Ziemia Sandomierska. W listopadzie 1981 uczestniczył w strajku generalnym Regionu Ziemia Sandomierska. Po wprowadzeniu stanu wojennego został internowany w ośrodku w Załężu. 31 marca 1982 został zwolniony. W latach 1982–1983, w związku ze swoją działalnością opozycyjną, był inwigilowany i przesłuchiwany przez funkcjonariuszy Służby Bezpieczeństwa, w jego mieszkaniu przeprowadzano rewizje. Od 1983 do 1989 współorganizował tzw. msze za Ojczyznę w Tarnobrzegu. W latach 1989–1990 delegat na WZD Regionu Ziemia Sandomierska, następnie II KZD.
W wyborach samorządowych w 1990 i 1994 był wybierany do Rady Miasta Tarnobrzega I i II kadencji. 6 czerwca 1990 został wybrany przez tarnobrzeską radę miejską na urząd prezydenta miasta. 5 lipca 1994 uzyskał reelekcję na to stanowisko. W wyborach parlamentarnych w 1991 z ramienia Porozumienia Obywatelskiego Centrum bez powodzenia kandydował do Senatu z okręgu tarnobrzeskiego, otrzymując 14 356 głosów. W latach 1991–1998 był delegatem Tarnobrzega w Związku Gmin Małopolskich, a w latach 1992–1998 w Związku Miast Polskich. Po 1990 należał do Porozumienia Centrum i Ruchu Społecznego AWS. Działał też w Akcji Katolickiej i Lidze Krajowej (gdzie wchodził w skład jej Rady). Opowiadał się za reformą administracyjną i likwidacją województwa tarnobrzeskiego, które uważał za sztuczny byt.
W 1999 wraz z kanadyjską firmą założył spółkę Tarmon, której później został prezesem. Firma oferowała swoim klientom tanie domki jednorodzinne, jednak kiedy okazało się, że oferowane przez Tarmon domki są źle wykończone, sprawa trafiła do sądu. Działalności firmy już w 1999 zaczęła się przyglądać prokuratura. W latach 1999–2003 Stanisław Żwiruk był wiceprezesem Wojewódzkiego Funduszu Ochrony Środowiska i Gospodarki Wodnej w Rzeszowie. We wrześniu 2002 Sąd Okręgowy w Tarnobrzegu skazał go za przestępstwa gospodarcze na karę roku pozbawienia wolności, w zawieszeniu na trzy lata i nałożył jednoczesny zakaz prowadzenia działalności gospodarczej. W 2003, pomimo prawomocnego wyroku skazującego, został powołany przez ówczesnego prezydenta Tarnobrzega Jana Dziubińskiego na specjalnie utworzone dla niego stanowisko zastępcy dyrektora Ośrodka Sportu i Rekreacji w Tarnobrzegu. Z tej posady odszedł w 2011 na emeryturę.
W 2008 został członkiem powołanego przez lokalny Klub „Gazety Polskiej” Komitetu Budowy Pomnika mjr. Hieronima Dekutowskiego w Tarnobrzegu. W 2021 został sygnatariuszem projektu uchwały w sprawie utworzenia zespołu przyrodniczo-krajobrazowego o nazwie "Lasy Zwierzyniec i Jasień", który został skierowany do tarnobrzeskiego urzędu miasta. Wszedł również w skład Komitetu Inicjatywy Uchwałodawczej, który złożył w biurze tarnobrzeskiej rady miast projekt uchwały w sprawie przystąpienia do prac związanych z uzyskaniem przez Gminę Tarnobrzeg statusu uzdrowiska lub obszaru ochrony uzdrowiskowej.

## Odznaczenia i wyróżnienia
- Krzyż Wolności i Solidarności (2015)[22][23]
- Sigillum Civis Virtuti (2015)[24]
- Zasłużony Tarnobrzeżanin (2012)[25][26]

## Życie prywatne
Żonaty, ma dwie córki oraz syna.